# Калліст (Стефанов)
Калліст Стефанов (Стефанів) (д/н —1792) — український церковний діяч часів Гетьманщини.

## Життєпис
Про походження й батьків замало відомостей. Ймовірно батька звали Стефаном, а по ньому за тодішньою традицію стали звати Калліста (ім'я при народженні невідомо).
Замолоду став ченцем Києво-Печерської лаври. Згодом отримав сан ієромонаха. 1765 року призначається ігуменом ігумен Свенського монастиря. 1768 року брав участь у формуванні пунктів про права духівництва від Києво-Печерської лаври, що увійшли до загальних пунктів Київської митрополитії. Були відправлені до Синоду.
1774 року призначається доглядачем Ближніх печер. 1787 року призначається намісником Києво-Печерської лаври, а 15 березня зведено до сану архімандрита. Став першим намісником лаври з розширеними повноваженнями. Займався більшістю поточних питань життєдіяльності чернечої громади.
Помер 1792 року. Наступним намісником було призначено Феофілакта Слонецького. На могилі — плита з меморіальним написом (частково втрачений). 1991 монастир встановив на залишках старого надгробка сіру лабрадоритову брилу, увінчану хрестом із полірованого граніту. На полірованій поверхні брили з чолового боку висічено текст, який повторює первісний.